# Волков, Василий Христович
Василий Христович Волков (22.01.1913 — 15.08.1974) — физик-экспериментатор, участник советского атомного проекта, лауреат Сталинской премии.
Родился в Пятигорске.
В 1930-е годы окончил вуз в Ленинграде и работал инженером.
С сентября 1939 по 1940 и с 1941 по 31.07.1946 в армии. Во время Великой Отечественной войны — командир огневого взвода 54-го отдельного зенитного дивизиона РГК, 9-я гвардейская армия, гвардии капитан.
Награждён орденами Отечественной войны I степени (01.07.1944), Красной Звезды (03.11.1943), Отечественной войны II степени (28.04.1945), медалями «За победу над Германией в Великой Отечественной войне 1941—1945 гг.» (09.05.1945), «За взятие Вены» (09.06.1945).
После демобилизации работал в Лаборатории № 2 АН СССР (Курчатовский институт), Сектор № 2 (сектор пористых перегородок), Отделение молекулярной физики.
В 1946 году сотрудники отдела Кикоина Д. И. Воскобойник, В. Х. Волков, Ю. И. Щербина, Л. Л. Горелик разработали приборы трех типов: электрометрический, масс-спектрометрический и гамма-спектрометрический, для анализа обогащенного урана непосредственно на работающем оборудовании.
В 1947 г. совместно с И. К. Кикоиным и инженерами Московского комбината твёрдых сплавов разработал первые советские диффузионные фильтры для разделения изотопов урана.
В 1951 году совместно с инженерами предприятия Свердловск-44 разработал двухслойные фильтры для разделения изотопов, которые обеспечивали давление в 200 мм ртутного столба, что значительно повысило производительность.
Сталинская премия по Постановлению СМ СССР № 4964-2148сс/оп (06.12.1951) — за разработку методов борьбы с коррозией на диффузионном заводе.
Похоронен на Химкинском кладбище.
Жена - Волкова Маргарита Сергеевна (24.07.1917-28.11.2006).